# Daniel Ortiz Sánchez
Daniel Ortiz Sánchez   (Santander, 1845 - Barcelona, 1903) conegut amb el pseudònim Doys, va ser un periodista, escriptor i l'editor principal del diari El Busilis, un diari de caràcter humorístic sobre l'actualitat política nacional, provincial i municipal de Barcelona, que es va publicar entre 1883 i 1885. Conegut pel seu ideari republicà, li va portar moltes enemistats al llarg de la seva carrera.

## Biografia

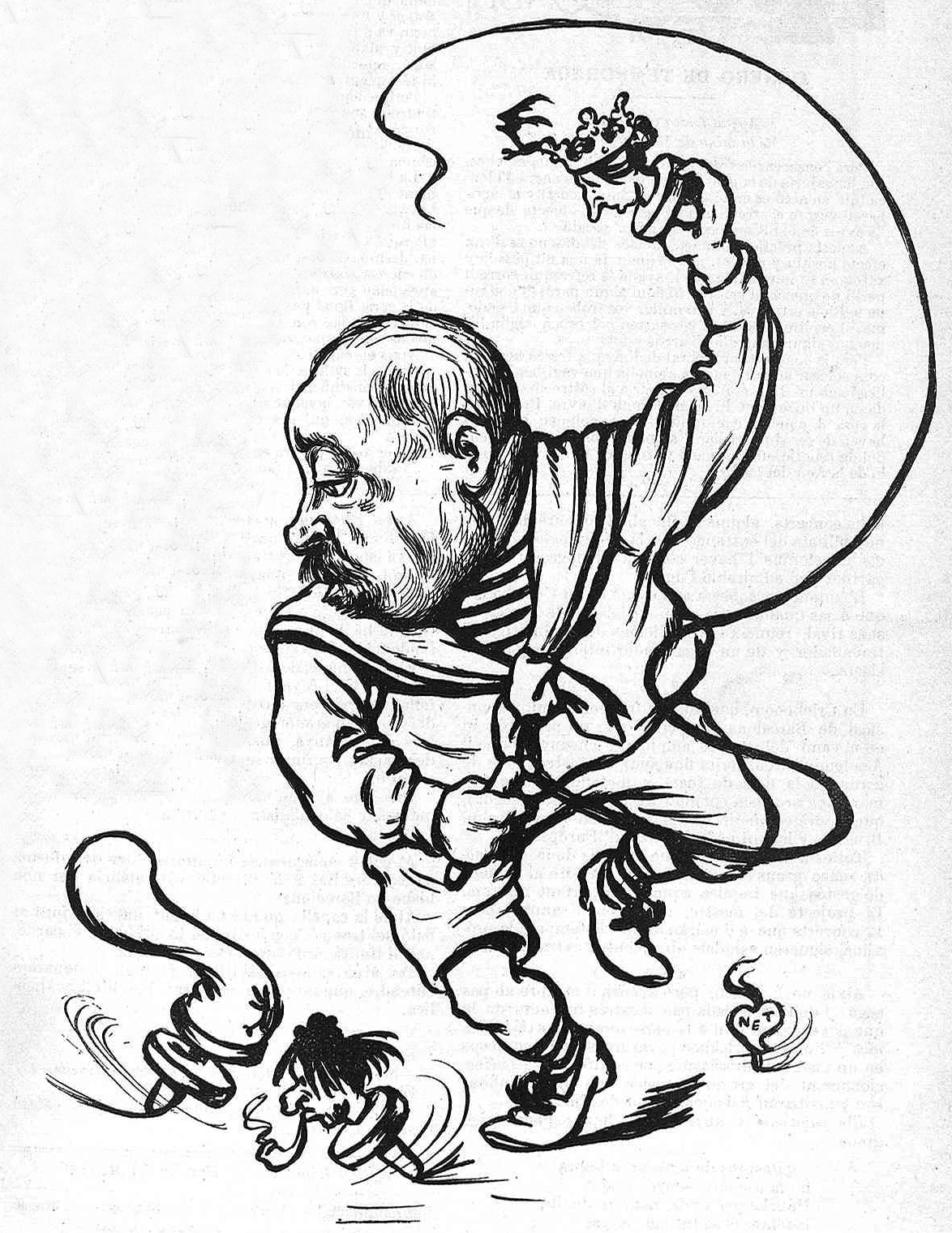
Caricaturitzat per Cornet a L'Esquella de la Torratxa (1901)

Nascut en una família acomodada de Santander l'any 1845, presentat per Ossorio i Bernard com un «periodista montañés», era conegut a la premsa santanderina pels pseudònims «Doys» i «S.O. Elideixin». Acèrrim detractor de quant pogués tenir el més lleu contacte amb el modernisme», políticament republicà i descrit com "una de les bèsties negres del catalanisme de La Veu de Catalunya", va ser redactor a Barcelona de La Publicitat (1887-1903), fundador del Quid (1884) i col·laborador de Barcelona Còmica (1895-1896) i El Gat Negre (1898), entre altres publicacions periòdiques. Va publicar unes Facècies i epigrames (1902), prologades per Unamuno. Va destacar com a periodista per la seva vessant satírica i còmica, la qual li va provocar moltes desavinences durant la seva vida. Ortiz, també va conrear la literatura dramàtica.

Aquesta crítica i ironia que Ortiz emprava anava sempre dirigida contra els polítics i periodistes monàrquics, i li van suposar dues agressions. La primera d'elles es va produir mentre era director de “El Busilis”. Va ser atacat brutalment a la Rambla de Canaletes al juliol del 1884. “La Vanguardia”, en el seu exemplar del 28 de juliol del 1884, va recollir aquest fet:
| «                                                                | castellà: El redactor jefe de El Busilis, don Daniel Ortiz, fue objeto anoche de una atropello brutal. Pasaba por la Rambla de Canaletas, acompañado de nuestros amigos Gallard y Vives, cuando recibió por la espalda dos golpes en la cabeza, causándole una herida que, aun cuando no ofreció gravedad, brotó de ella abundante sangre, habiendo sido curado en la farmacia de Masó Arumí”. | català: El redactor en cap d'El Busilis, el senyor Daniel Ortiz, va ser objecte ahir a la nit d'un atropellament brutal. Passava per la Rambla de Canaletes, acompanyat dels nostres amics Gallard i Vives, quan va rebre per l'esquena dos cops al cap, causant-li una ferida que, tot i que no va oferir gravetat, en va brollar abundant sang, havent estat curat a la farmàcia de Masó Arumí”. | » |
| — “La Vanguardia”, en el seu exemplar del 28 de juliol del 1884, | | |   |

El 3 de març de 1887 va tornar a patir una agressió derivada d'una baralla amb el senyor Madrenas, qui li havia anat a buscar al cafè Continente per demanar-li explicacions sobre un article. Tanta va ser la seva popularitat com a periodista en aquell temps que fins i tot el pintor Ramon Casas li va fer un retrat. Va morir el 20 d'abril de 1903 a Barcelona a l'edat de 58 anys i va ser enterrat al Cementiri de Montjuïc.

El dia següent de la seva mort, “La Vanguardia” va dedicar-li unes paraules:
| «                            | castellà: Fue don Daniel Ortiz un periodista de clarísimo criterio […] Luchador de toda la vida, pasó la suya defendiendo sus ideales republicanos, a los que consagró siempre las energías de su cerebro y las enseñanzas de su experiencia | català: Va ser don Daniel Ortiz un periodista de claríssim criteri […] Lluitador de tota la vida, va passar la seva defensant els seus ideals republicans, als quals va consagrar sempre les energies del seu cervell i els ensenyaments de la seva experiència | » |
| — La Vanguardia, 21-04-1903, | | |   |